# بيلي فرانك
بيلي فرانك (23 نوفمبر 1872 - 16 فبراير 1945) (بالإنجليزية: Billy Frank)‏ هو لاعب كريكت جنوب أفريقي. شارك مع منتخب جنوب أفريقيا الوطني للكريكت.

## وصلات خارجية
- بيلي فرانك على موقع إي آس بي آن كريك إنفو (الإنجليزية)